# For Those About to Rock (We Salute You)
For Those About to Rock (We Salute You) е осмият пореден студиен албум на австралийската хардрок група Ей Си/Ди Си (AC/DC). Излиза през 1981 година като продължение на успешния Back in Black. Заглавието е заимствано от книгата „Отиващите на смърт те поздравяват“ (от англ.: For Those About To Die, We Salute You), разказваща за гладиаторските борби в Древен Рим. Преди битка гладиаторите се обръщали към римския император с думите: Ave Caesar, morituri te salutant ("Здравей цезаре, отиващите на смърт те поздравяват!").
Албумът е записан в репетиционна в покрайнините на град Париж. Продуцент е Джон „Мют“ Ланг, който за трети и последен път работи с групата. През 2003 г. е преиздаден като част от поредицата AC/DC Remasters.
Според американското списание Ролинг Стоун, For Those About to Rock е най-добрия албум на Ей Си/Ди Си, достигайки челните места в музикалните класации.
Популярността на пилотното парче е толкова голяма, че то закрива всеки концерт на групата.

## Списък на песните
1. "For Those About to Rock (We Salute You)" – 5:44
2. Put the Finger on You – 3:25
3. Let's Get It Up – 3:54
4. Inject the Venom – 3:30
5. Snowballed – 3:23
6. Evil Walks – 4:23
7. C.O.D. – 3:19
8. Breaking the Rules – 4:23
9. Night of the Long Knives – 3:25
10. Spellbound – 4:39

- Всички песни са написани от Ангъс Йънг, Малкълм Йънг, и Брайън Джонсън.
- Продуцент – Джон „Мют“ Ланг (John Mutt Lange)

## Видео
For Those About to Rock е и заглавието на концерт с участието на Ей Си/Ди Си, Металика, Дъ Блек Кроус и Пантера.

## Състав
- Брайън Джонсън – вокали
- Ангъс Йънг – соло китара
- Малкълм Йънг – ритъм китара, беквокали
- Клиф Уилямс – бас китара, беквокали
- Фил Ръд – барабани